# Campionati europei di hockey su pista 1957
I Campionati Europei 1957 furono la 23ª edizione dei campionati europei di hockey su pista; la manifestazione venne disputata in Spagna a Barcellona dal 29 maggio al 2 giugno 1957.

La competizione fu organizzata dalla Fédération Internationale de Roller Sports.

Il torneo fu vinto dalla nazionale spagnola per la 4ª volta nella sua storia.

## Città ospitanti e impianti sportivi
| CITTÀ      | IMPIANTO | CAPIENZA |
| Barcellona | ?        | ?        |

## Svolgimento del torneo

### Risultati
| Barcellona 1957 | Germania Ovest | 2 – 8 | Inghilterra | \| Arbitro: \| Peris \| |
| Arbitro:        | Peris          |       |             |                         |

| Barcellona 1957 | Germania Ovest | 1 – 1 | Italia | \| Arbitro: \| Peris \| |
| Arbitro:        | Peris          |       |        |                         |

| Barcellona 1957 | Germania Ovest | 1 – 3 | Portogallo | \| Arbitro: \| Giulio Vesce \| |
| Arbitro:        | Giulio Vesce   |       |            |                                |

| Barcellona 1957 | Germania Ovest | 0 – 1 | Spagna | \| Arbitro: \| Giulio Vesce \| |
| Arbitro:        | Giulio Vesce   |       |        |                                |

| Barcellona 1957 | Germania Ovest | 4 – 3 | Svizzera | \| Arbitro: \| Hoile \| |
| Arbitro:        | Hoile          |       |          |                         |

| Barcellona 1957 | Inghilterra        | 1 – 3 | Italia | \| Arbitro: \| Camille Martinetti \| |
| Arbitro:        | Camille Martinetti |       |        |                                      |

| Barcellona 1957 | Inghilterra        | 2 – 8 | Portogallo | \| Arbitro: \| Camille Martinetti \| |
| Arbitro:        | Camille Martinetti |       |            |                                      |

| Barcellona 1957 | Inghilterra    | 2 – 4 | Spagna | \| Arbitro: \| Vittorio Mutti \| |
| Arbitro:        | Vittorio Mutti |       |        |                                  |

| Barcellona 1957 | Inghilterra   | 5 – 1 | Svizzera | \| Arbitro: \| Jose Lacambra \| |
| Arbitro:        | Jose Lacambra |       |          |                                 |

| Barcellona 1957 | Italia        | 4 – 1 | Portogallo | \| Arbitro: \| Jose Lacambra \| |
| Arbitro:        | Jose Lacambra |       |            |                                 |

| Barcellona 1957 | Italia | 1 – 5 | Spagna | \| Arbitro: \| Hoile \| |
| Arbitro:        | Hoile  |       |        |                         |

| Barcellona 1957 | Italia       | 6 – 3 | Svizzera | \| Arbitro: \| Rosa Ribeiro \| |
| Arbitro:        | Rosa Ribeiro |       |          |                                |

| Barcellona 1957 | Portogallo     | 1 – 1 | Spagna | \| Arbitro: \| Vittorio Mutti \| |
| Arbitro:        | Vittorio Mutti |       |        |                                  |

| Barcellona 1957 | Portogallo | 7 – 1 | Svizzera | \| Arbitro: \| Zwierlein \| |
| Arbitro:        | Zwierlein  |       |          |                             |

| Barcellona 1957 | Spagna       | 4 – 1 | Svizzera | \| Arbitro: \| Rosa Ribeiro \| |
| Arbitro:        | Rosa Ribeiro |       |          |                                |

### Classifica
|    | Squadra        | PT | G | V | N | P | GF | GS | Diff. |
| -- | -------------- | -- | - | - | - | - | -- | -- | ----- |
| 1. | Spagna         | 9  | 5 | 4 | 1 | 0 | 15 | 5  | +10   |
| 2. | Portogallo     | 7  | 5 | 3 | 1 | 1 | 20 | 9  | +11   |
| 3. | Italia         | 7  | 5 | 3 | 1 | 1 | 15 | 11 | +4    |
| 4. | Inghilterra    | 4  | 5 | 2 | 0 | 3 | 18 | 18 | 0     |
| 5. | Germania Ovest | 3  | 5 | 1 | 1 | 3 | 8  | 16 | -8    |
| 6. | Svizzera       | 0  | 5 | 0 | 0 | 5 | 9  | 26 | -17   |

## Campioni
| Campione d'Europa 1957 |
| ---------------------- |
| Spagna 4º titolo       |